# Haematopinus eurysternus
Haematopinus eurysternus är en insektsart som först beskrevs av Christian Ludwig Nitzsch 1818.  Haematopinus eurysternus ingår i släktet Haematopinus och familjen hovdjurslöss. Inga underarter finns listade i Catalogue of Life.